# Ciclismo ai VII Giochi del Mediterraneo
Le competizioni di ciclismo ai VII Giochi del Mediterraneo si svolsero lungo un percorso cittadino appositamente allestito per i Giochi per quanto riguarda le gare su strada, mentre le gare su pista si disputarono in un velodromo anch'esso appositamente allestito per i Giochi. Da sottolineare che per questa edizione non erano state previste gare a livello femminile. La nazione dominatrice della manifestazione in tale specialità fu l'Italia che si aggiudicò tutte e 6 le medaglie d'oro assegnabili tra le gare di ciclismo su strada e ciclismo su pista, accompagnate dalla medaglia d'argento di Ernesto Bistacchi nell'inseguimento individuale.
Per il ciclismo su strada furono organizzate le due seguenti prove:
- Prova individuale in linea (solo maschile) con un percorso di 144 chilometri;
- Prova a squadre a cronometro (solo maschile) con un percorso di 100 chilometri.

Per il ciclismo su pista furono invece organizzate le quattro seguenti prove:
- Prova di inseguimento individuale (solo maschile);
- Prova di inseguimento a squadre (solo maschile);
- Prova di velocità (solo maschile);
- Prova del chilometro da fermo (solo maschile).

## Medagliere
| Pos.   | Nazione | Oro | Argento | Bronzo | Totale |
| ------ | ------- | --- | ------- | ------ | ------ |
| 1      | Italia  | 6   | 1       | 0      | 7      |
| 2      | Spagna  | 0   | 3       | 2      | 5      |
| 3      | Francia | 0   | 1       | 0      | 1      |
| 4      | Libia   | 0   | 1       | 0      | 1      |
| 5      | Grecia  | 0   | 0       | 2      | 2      |
| 6      | Algeria | 0   | 0       | 1      | 1      |
| 7      | Marocco | 0   | 0       | 1      | 1      |
| Totale | Totale  | 6   | 6       | 6      | 18     |

## Sommario degli eventi
| Evento                   | Oro                | Prestazione | Argento                   | Prestazione | Bronzo             | Prestazione |
| Ciclismo su strada       |                    |             |                           |             |                    |             |
| Corsa in linea           | Carmelo Barone     | 3h42'22"    | Éric Lalouette            | s.t.        | Juan Pujol         | s.t.        |
| Cronometro a squadre     | Italia             | 1h45'28"    | Spagna                    | a 2'01"     | Grecia             | a 7'08"     |
| Ciclismo su pista        |                    |             |                           |             |                    |             |
| Inseguimento individuale | Orfeo Pizzoferrato |             | Ernesto Bisacchi          |             | José María Estevez |             |
| Inseguimento a squadre   | Italia             | 4'35"92     | Spagna                    | 4'47"48     | Algeria            | 4'50"80     |
| Velocità                 | Giorgio Rossi      |             | Fernando Lajo             |             | El Bouti           |             |
| Chilometro da fermo      | Ferruccio Ferro    | 1'10"08     | Ahmed Abdeslam Elgheriani | 1'13"10     | Mikhail Kountras   | 1'14"54     |